# Ayumi Uekusa
Ayumi Uekusa (植草歩?, Uekuza Ayumi; Yachimata, 25 luglio 1992) è una karateka giapponese, specialista nel kumite, campionessa mondiale nel 2016 nella categoria oltre i 68 kg.